# 柳下圭佑
柳下圭佑（日语：／ Yagishita Keisuke，1995年—）是朝日电视台的播音员。

## 生平
出生于兵库县芦屋市。关西学院大学商学部毕业后，于2018年4月1日进入朝日电视台工作。特长是口哨，能说出战后的全部美国总统的名字。
兴趣是卡拉OK。有汽车执照。

## 出演节目

### 目前出演的节目
- SundayLIVE!!（日语：サンデーLIVE!!）（朝日电视台、ABC电视台、名古屋电视台共同制作，2018年10月7日-）-记者

### 以前出演的节目
- 全國高等學校棒球錦標賽转播（ABC电视台，2018年）-「燃えろ!ねったまアルプス」记者